# Marele Premiu al Țărilor de Jos din 2022
Marele Premiu al Țărilor de Jos din 2022 (cunoscut oficial ca Formula 1 Heineken Dutch Grand Prix 2022) a fost o cursă auto de Formula 1 ce s-a desfășurat între 2-4 septembrie 2022 pe Circuitul Zandvoort din Zandvoort, Țările de Jos. Aceasta a fost cea de-a cincisprezecea rundă a Campionatului Mondial de Formula 1 din 2022. Cursa a fost câștigată de Max Verstappen, obținând a patra sa victorie consecutivă a sezonului.

## Calificări
Calificările au avut loc pe 3 septembrie, începând cu ora locală 15:00.
| Poz.                  | Nr. | Pilot            | Constructor                  | Timpi calificări | Timpi calificări | Timpi calificări | Grila finală |
| Poz.                  | Nr. | Pilot            | Constructor                  | Q1               | Q2               | Q3               | Grila finală |
| --------------------- | --- | ---------------- | ---------------------------- | ---------------- | ---------------- | ---------------- | ------------ |
| 1                     | 1   | Max Verstappen   | Red Bull Racing-RBPT         | 1:11,317         | 1:10,927         | 1:10,342         | 1            |
| 2                     | 16  | Charles Leclerc  | Ferrari                      | 1:11,443         | 1:10,988         | 1:10,363         | 2            |
| 3                     | 55  | Carlos Sainz Jr. | Ferrari                      | 1:11,767         | 1:10,814         | 1:10,434         | 3            |
| 4                     | 44  | Lewis Hamilton   | Mercedes                     | 1:11,331         | 1:11,075         | 1:10,648         | 4            |
| 5                     | 11  | Sergio Pérez     | Red Bull Racing-RBPT         | 1:11,641         | 1:11,314         | 1:11,077         | 5            |
| 6                     | 63  | George Russell   | Mercedes                     | 1:11,561         | 1:10,824         | 1:11,147         | 6            |
| 7                     | 4   | Lando Norris     | McLaren-Mercedes             | 1:11,556         | 1:11,116         | 1:11,174         | 7            |
| 8                     | 47  | Mick Schumacher  | Haas-Ferrari                 | 1:11,741         | 1:11,420         | 1:11,442         | 8            |
| 9                     | 22  | Yuki Tsunoda     | AlphaTauri-RBPT              | 1:11,427         | 1:11,428         | 1:12,556         | 9            |
| 10                    | 18  | Lance Stroll     | Aston Martin Aramco-Mercedes | 1:11,568         | 1:11,416         | Fără timp        | 10           |
| 11                    | 10  | Pierre Gasly     | AlphaTauri-RBPT              | 1:11,705         | 1:11,512         | N/A              | 11           |
| 12                    | 31  | Esteban Ocon     | Alpine-Renault               | 1:11,748         | 1:11,605         | N/A              | 12           |
| 13                    | 14  | Fernando Alonso  | Alpine-Renault               | 1:11,667         | 1:11,613         | N/A              | 13           |
| 14                    | 24  | Zhou Guanyu      | Alfa Romeo-Ferrari           | 1:11,826         | 1:11,704         | N/A              | 14           |
| 15                    | 23  | Alexander Albon  | Williams-Mercedes            | 1:11,695         | 1:11,802         | N/A              | 15           |
| 16                    | 77  | Valtteri Bottas  | Alfa Romeo-Ferrari           | 1:11,961         | N/A              | N/A              | 16           |
| 17                    | 3   | Daniel Ricciardo | McLaren-Mercedes             | 1:12,081         | N/A              | N/A              | 17           |
| 18                    | 20  | Kevin Magnussen  | Haas-Ferrari                 | 1:12,319         | N/A              | N/A              | 18           |
| 19                    | 5   | Sebastian Vettel | Aston Martin Aramco-Mercedes | 1:12,391         | N/A              | N/A              | 19           |
| 20                    | 6   | Nicholas Latifi  | Williams-Mercedes            | 1:13,353         | N/A              | N/A              | 20           |
| Regula 107%: 1:16,309 |     |                  |                              |                  |                  |                  |              |
| Sursa:                |     |                  |                              |                  |                  |                  |              |

## Cursă
Cursa a avut loc pe 4 septembrie, începând cu ora 15:00 CEST și a durat 72 de tururi.
| Poz.                                                                           | Nr. | Pilot            | Constructor                  | Tururi | Timp/Retras | Grilă | Puncte |
| ------------------------------------------------------------------------------ | --- | ---------------- | ---------------------------- | ------ | ----------- | ----- | ------ |
| 1                                                                              | 1   | Max Verstappen   | Red Bull Racing-RBPT         | 72     | 1:36:42,773 | 1     | 26     |
| 2                                                                              | 63  | George Russell   | Mercedes                     | 72     | +4,071      | 6     | 18     |
| 3                                                                              | 16  | Charles Leclerc  | Ferrari                      | 72     | +10,929     | 2     | 15     |
| 4                                                                              | 44  | Lewis Hamilton   | Mercedes                     | 72     | +13,016     | 4     | 12     |
| 5                                                                              | 11  | Sergio Pérez     | Red Bull Racing-RBPT         | 72     | +18,168     | 5     | 10     |
| 6                                                                              | 14  | Fernando Alonso  | Alpine-Renault               | 72     | +18,754     | 13    | 8      |
| 7                                                                              | 4   | Lando Norris     | McLaren-Mercedes             | 72     | +19,306     | 7     | 6      |
| 8                                                                              | 55  | Carlos Sainz Jr. | Ferrari                      | 72     | +20,916     | 3     | 4      |
| 9                                                                              | 31  | Esteban Ocon     | Alpine-Renault               | 72     | +21,117     | 12    | 2      |
| 10                                                                             | 18  | Lance Stroll     | Aston Martin Aramco-Mercedes | 72     | +22,459     | 10    | 1      |
| 11                                                                             | 10  | Pierre Gasly     | AlphaTauri-RBPT              | 72     | +27,009     | 11    |        |
| 12                                                                             | 23  | Alexander Albon  | Williams-Mercedes            | 72     | +30,390     | 15    |        |
| 13                                                                             | 47  | Mick Schumacher  | Haas-Ferrari                 | 72     | +32,995     | 8     |        |
| 14                                                                             | 5   | Sebastian Vettel | Aston Martin Aramco-Mercedes | 72     | +36,007     | 19    |        |
| 15                                                                             | 20  | Kevin Magnussen  | Haas-Ferrari                 | 72     | +36,869     | 18    |        |
| 16                                                                             | 24  | Zhou Guanyu      | Alfa Romeo-Ferrari           | 72     | +37,320     | 14    |        |
| 17                                                                             | 3   | Daniel Ricciardo | McLaren-Mercedes             | 72     | +37,764     | 17    |        |
| 18                                                                             | 6   | Nicholas Latifi  | Williams-Mercedes            | 71     | +1 tur      | 20    |        |
| Ab                                                                             | 77  | Valtteri Bottas  | Alfa Romeo-Ferrari           | 53     | Motor       | 16    |        |
| Ab                                                                             | 22  | Yuki Tsunoda     | AlphaTauri-RBPT              | 43     | Diferențial | 9     |        |
| Cel mai rapid tur: Max Verstappen (Red Bull Racing-RBPT) – 1:13,652 (turul 62) |     |                  |                              |        |             |       |        |
| Sursa:                                                                         |     |                  |                              |        |             |       |        |

Note
- ^1 – Include un punct pentru cel mai rapid tur.[5]
- ^2 – Carlos Sainz Jr. a terminat pe locul cinci, dar a primit o penalizare de cinci secunde pentru o eliberare nesigură.[4]
- ^3 – Sebastian Vettel a terminat pe locul 13, dar a primit o penalizare de cinci secunde pentru ignorarea steagurilor albastre.[4]

## Clasamentele campionatelor după cursă
|        | Poz. | Pilot            | Pct. |
| ------ | ---- | ---------------- | ---- |
|        | 1    | Max Verstappen   | 310  |
| 1      | 2    | Charles Leclerc  | 201  |
| 1      | 3    | Sergio Pérez     | 201  |
| 1      | 4    | George Russell   | 188  |
| 1      | 5    | Carlos Sainz Jr. | 175  |
| Sursa: |      |                  |      |

|        | Poz. | Constructor          | Pct. |
| ------ | ---- | -------------------- | ---- |
|        | 1    | Red Bull Racing-RBPT | 511  |
|        | 2    | Ferrari              | 376  |
|        | 3    | Mercedes             | 346  |
|        | 4    | Alpine-Renault       | 125  |
|        | 5    | McLaren-Mercedes     | 101  |
| Sursa: |      |                      |      |

- Notă: Doar primele cinci locuri sunt prezentate în ambele clasamente.